# 超感覚的知覚
超感覚的知覚（ちょうかんかくてきちかく、Extrasensory Perception）は、五感や論理的な類推などの通常の知覚手段を用いずに、外界に関する情報を得る能力。ESP（イー・エス・ピー）とも呼ばれる（Extra Sensory Perceptionの省略形）。まれに「感覚外知覚」とも。
超能力の一種とされる。日本以外では一般にPSI（サイ）という概念に含めて把握されている。超心理学では一般に、超能力をESPとPK（念力）に大別する。

## 概説
超感覚的知覚にはテレパシー、予知、透視、千里眼などが含まれるとされている。従来の定義では予知は含まれていなかったが、新しい定義ではそれも含めている、ともされる。
現代から見て、超感覚的知覚に属すると思われるような現象については、古来数多くの記録がある。一例を挙げれば、六神通（サンスクリット:abhijñā、パーリ語:abhiññā）などにもそのような能力が含められていて、修行などでそういった能力を得た人がいる、としているような文書が残されている。ただし、このような能力に関する学問的で本格的な研究は、20世紀のJ.B.ラインに始まるであろう。（ラインは1934年、Extra-Sensory Perceptionを出版した。これは彼の最初の著書である）
1990年にプリンストン宗教研究センターが行った調査では、アメリカ人の約半数が何らかの超感覚的知覚の存在を信じているとされた。
超心理学研究者などは一般に、超感覚的知覚の能力を持つ者については、少し広い概念を用いて「サイキック」 (psychic) と呼んでいる。SF作品などでは、ESP能力を持つ人物を「エスパー」（ESPER）と呼んでいるが、そう呼ぶのは基本的に作品内だけなので、こちらの方はSF用語である。
化学者のアーヴィング・ラングミュア（1881 - 1957）は（ESPの研究を、ESPが存在しているとしている科学を）病的科学に分類した。懐疑派協会のマイケル・シャーマー（1954 - ）は、現代の懐疑主義はデータ収集による確認によって実践されており、超感覚的知覚は検証を受けほぼ毎回否定されてきたので誤りだと考えてよい、と(2002年の）著書で述べた。